# 聖胡利安港

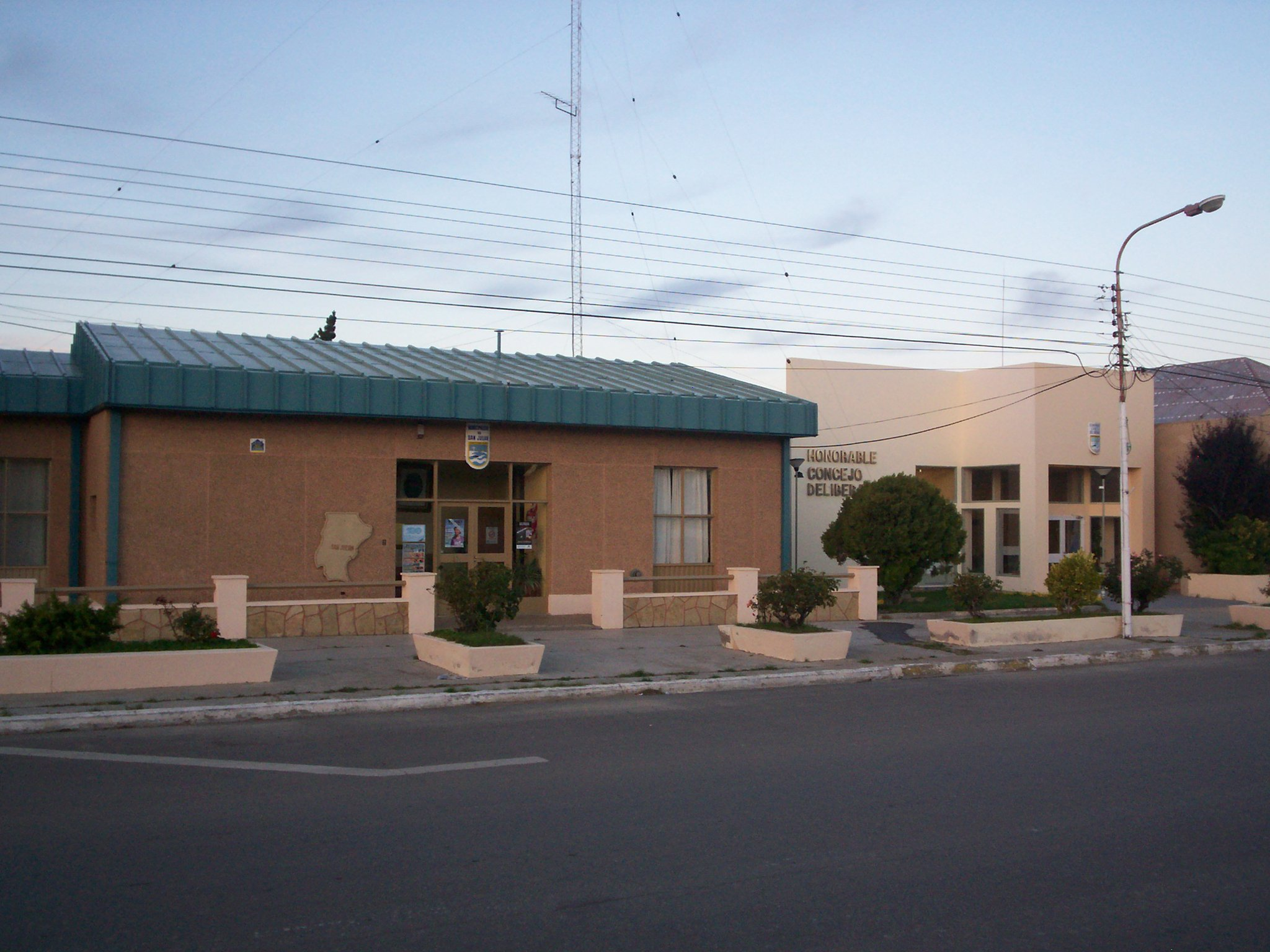
聖胡利安港

49°18′S 67°43′W / 49.300°S 67.717°W
聖胡利安港（西班牙語：Puerto San Julián），是阿根廷的城鎮，位於該國南部聖克魯斯省，是麥哲倫縣的首府，始建於1901年9月17日，面積5.67平方公里，海拔高度1米，2010年人口7,894，人口密度每平方公里1,392.2人。